# Eryuan
Eryuan, tidigare stavat Erhyüan, är ett härad i Dali, en autonom prefektur för baifolket i Yunnan-provinsen i sydvästra Kina. Det ligger omkring 300 kilometer nordväst om provinshuvudstaden Kunming.